# 韋尼格巴赫河
50°52′5.5″N 7°16′33″E / 50.868194°N 7.27583°E
韋尼格巴赫河（德語：Wenigerbach），是德國的河流，位於該國西部，處於北萊茵-威斯特法倫州，屬於納夫巴赫河的支流，河道全長8.7公里，流域面積7.1平方公里。